# Monte Nyangani
Monte Nyangani (antes Monte Inyangani) es la montaña más alta de Zimbabue con 2.592 m (8504 pies). La montaña está situada dentro del Parque nacional de Nyanga del Distrito Nyanga, a unos 275 km (171 millas) al sureste de la ciudad de Harare. La cumbre se encuentra sobre un pequeño afloramiento de roca de alrededor de 40 m sobre el área circundante. El resto de la cumbre es un páramo amplio, principalmente con colinas y mesetas, con una superficie de alrededor de 8 km². Los bordes de la meseta caen abruptamente sobre los lados este y oeste.